# 吉野神社 (さいたま市)
吉野神社（よしのじんじゃ）は、埼玉県さいたま市北区の神社。

## 歴史
創建年代は不明である。ただ長享三年（1489年）付の『渋垂小四郎本知行目録等』に「吉野村」の記載があることから、その頃から存在していた可能性がある。口承によれば、最初に「八幡宮」が、次いで「鹿島社」が勧請されたという。同市同区の清浄院が別当寺であった。
1873年（明治6年）、鹿島社は近代社格制度に基づく「村社」に列せられたが、1908年（明治41年）の神社合祀により、武国神社に合祀されてしまった。戦後の1961年（昭和36年）に復祀（再興）された。その際に地名から「吉野神社」と称した。1978年（昭和53年）に宗教法人として認証された。

## 交通アクセス
- 今羽駅より徒歩3分。